# Isocybus cotta
Isocybus cotta är en stekelart som först beskrevs av Walker 1836.  Isocybus cotta ingår i släktet Isocybus och familjen gallmyggesteklar. Arten är reproducerande i Sverige. Inga underarter finns listade i Catalogue of Life.